# Xysticus rainbowi
Xysticus rainbowi is een spinnensoort uit de familie van de krabspinnen (Thomisidae).
De wetenschappelijke naam van de soort werd in 1901 gepubliceerd door Embrik Strand.